# Gare de Rosenholm
La gare de Rosenholm est une gare ferroviaire norvégienne de la ligne d'Østfold, située à Holmlia, quartier à l'extrémité sud de la commune d'Oslo.
Mise en service en 1988, c'est une halte ferroviaire de la Norges Statsbaner (NSB). Elle est distante de 11,35 km de la gare centrale d'Oslo.

## Situation ferroviaire
Établie à 97 m d'altitude, La halte de Rosenholm est située sur la ligne d'Østfold, entre les gares de Holmlia et de Kolbotn.

## Histoire
L'arrêt de Rosenholm est mis en service le 1er juillet 1988.

## Service des voyageurs

### Accueil
C'est une halte ferroviaire sans personnel. Elle dispose notamment, d'automates pour l'achat de titres de transport, d'un abri, pour les voyageurs, sur chacun des deux quais.

### Desserte
Rosenholm est desservie par des trains locaux en direction de Skøyen et de Ski.

### Intermodalités
Un parking, de 232 places, pour les véhicules et un parc à vélo y sont aménagés.